# Kopiec Powstania Warszawskiego
Kopiec Powstania Warszawskiego – sztuczne wzniesienie znajdujące się na Czerniakowie, w warszawskiej dzielnicy Mokotów, po południowej stronie ulicy Bartyckiej. 
Na i wokół kopca znajduje się park Akcji „Burza”.

## Historia
Sypanie kopca rozpoczęto po 1945, zwożąc na Czerniaków gruz ze zniszczonych warszawskich budynków. Był jednym z czterech tego typu miejsc na terenie miasta (pozostałe to: Kopiec Moczydłowski, Górka Szczęśliwicka oraz nieistniejący kopiec u wylotu ul. Krasińskiego).
Pomysł usypania w Warszawie kopca z gruzów miasta pojawił się już w 1945 roku Jego orędownikiem był inżynier Stanisław Gruszczyński – architekt z Biura Odbudowy Stolicy. Widział kopiec na Powiślu, a później przy ulicy Grzybowskiej, w pobliżu dzisiejszego Muzeum Powstania Warszawskiego. Autor koncepcji kilkukrotnie zmieniał nazwy kopca, proponując m.in.: „Pomnik Zburzonej Warszawy”, „Grób Warszawy” czy „Kopiec Wolności”. Gruszczyński zmarł w 1958 r. nie doczekawszy realizacji swojej idei.
Jeszcze w latach 60. XX wieku na kopiec wjeżdżały śmieciarki, zwalając tu gruz i śmieci. Stąd nazwa kopca używana w tych latach: „Zwałka”, „Śmieciara”. Na planie Warszawy wydanym w 1995 użyto nazwy kopca: „Góra Śmieci”. Na innych mapach bywał opisywany jako „Kopiec Czerniakowski”. W latach 60. i 70. wśród studentów Uniwersytetu Warszawskiego, którzy odbywali studium wojskowe w pobliskich barakach, obowiązywała nazwa „Kopiec (lub Kurhan) Kucejki” od nazwiska kapitana LWP (a później majora) Kucejki, który uczył w tym studium i był bohaterem niezliczonych anegdot.
Na przełomie wieków u podnóża kopca od strony ulicy Bartyckiej leżał duży głaz granitowy z napisem: „GŁAZ POD KOPIEC KONSTYTUCJI 1791”.
Około 1998 środowisko Światowego Związku Żołnierzy Armii Krajowej z inicjatywy ppłk. Eugeniusza Ajewskiego ps. „Kotwa” zaproponowało uporządkowanie kopca i nazwanie go „Kopcem Pamięci Narodowej”. Po dyskusjach ze środowiskiem ŚZŻAK radni Warszawy podjęli 24 marca 2004 uchwałę o nadaniu nazwy „Kopiec Powstania Warszawskiego” kopcowi usytuowanemu po południowej stronie ulicy Bartyckiej. Z okazji 60. rocznicy wybuchu powstania warszawskiego uporządkowano szczyt kopca i zbudowano schody umożliwiające wygodne dojście od ul. Bartyckiej.
Na wyłożonej kostką płaszczyźnie zainstalowano kilkumetrowej wysokości symbol Polski Walczącej. Monument został zaprojektowany przez żołnierza Armii Krajowej, ppłk. inż. architekta Eugeniusza Ajewskiego. Po dwóch stronach monumentu umieszczono 2 tablice pamiątkowe. Pierwsza poświęcona jest pamięci żołnierzy AK, powstańców warszawskich i mieszkańców Warszawy pomordowanych i poległych w latach 1939–1944, a druga – twórcy monumentu. Na szczyt prowadzą schody, które od sierpnia 2004 noszą nazwę alei Godziny „W”. Wzdłuż schodów do 2023 stały setki małych drewnianych krzyży (w tym roku Zarząd Zieleni m.st. Warszawy przeniósł je do swojego magazynu, a w 2025 ustami rzecznika prasowego ogłosił, że nie planuje ich przywrócić), w okresie rocznic powstańczych przepasanych biało-czerwonymi opaskami.
Tradycyjnie w dniu 1 sierpnia, w rocznicę wybuchu powstania warszawskiego, na kopcu o godz. 21:00 odbywają się uroczystości, w trakcie których następuje rozpalenie ogniska, ogniem przyniesionym przez „sztafetę pokoleń” z Grobu Nieznanego Żołnierza. W skład „sztafety pokoleń” wchodzą kombatanci, żołnierze, harcerze i strażnicy miejscy. Ognisko co roku płonęło przez 63 dni, do 2 października i było podtrzymywane przez straż miejską, lecz w 2024 władze Dzielnicy Mokotów podjęły decyzję o utrzymywaniu ogniska tylko przez 3 dni.
Ze szczytu kopca można oglądać panoramę Warszawy w kierunkach południowym i zachodnim. U podstawy kopca, od strony parkingu przy ul. Bartyckiej, umieszczono obelisk zaprojektowany przez arch. Roberta Drzazgę z tablicą informującą o historii powstania kopca i o jego nazwie.
Na i wokół kopca zaplanowano urządzenie parku Akcji „Burza” o powierzchni 8,1 ha. Prace przeprowadzone na podstawie projektu pracowni topoScape i Archigrest zakończono w 2023 roku. Powstały m.in. ścieżka przyrodnicza, kładka wśród drzew oraz strefa rekreacyjna dla dzieci. Posadzono ok. 450 drzew, a park został dostosowany do potrzeb osób niepełnosprawnych. Na szczyt poprowadzono dwie trasy: schody z miejscami do wypoczynku i podświetlanymi barierkami oraz wąwozy ze ścianami z gruzobetonu.
Modernizacja kopca i otaczającego go parku otrzymała Nagrodę Architektoniczną Prezydenta m.st. Warszawy X edycji w dwóch kategoriach: Grand Prix i Architektura użyteczności publicznej 2023, a także nagrodę specjalną za rozwiązania proekologiczne.

## Dane
- wysokość względna: ok. 31 m (121 m n.p.m.)[1]
- prowadzące od 2004 schody na Kopiec są najdłuższymi w Warszawie – mają 350 stopni i 35 spoczników.

## Galeria

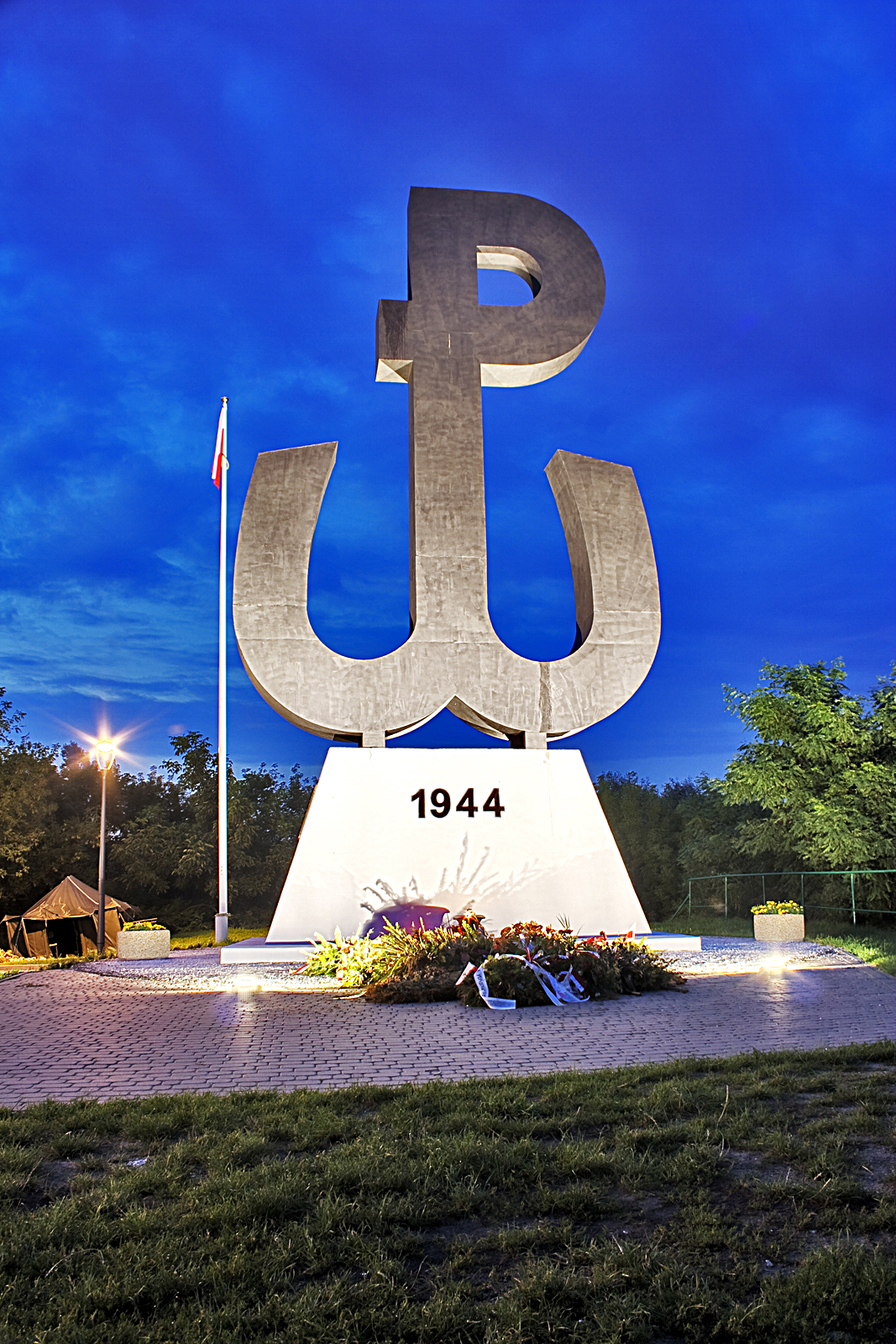
Symbol Polski Walczącej
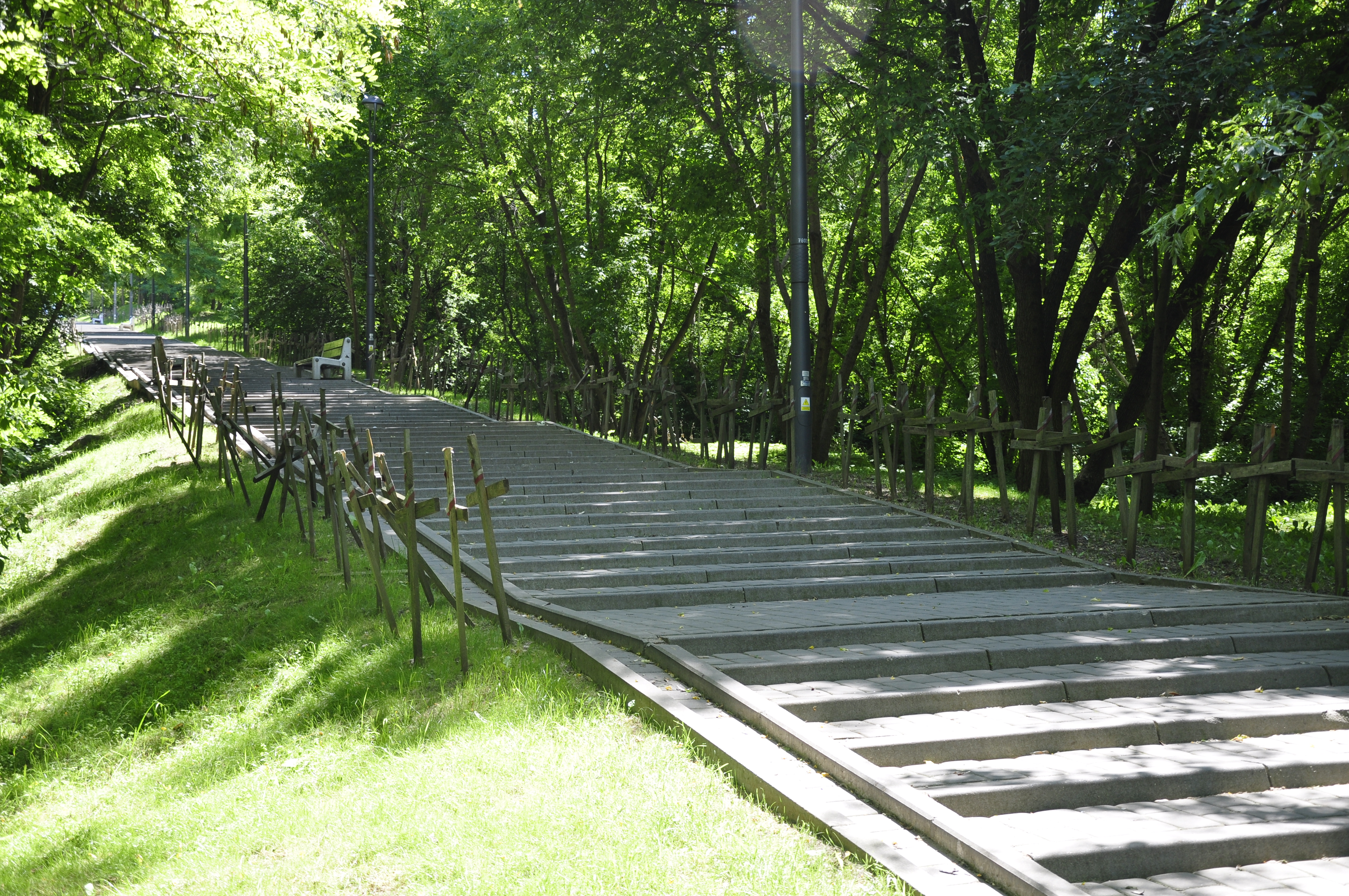
Schody prowadzące na Kopiec Powstania Warszawskiego
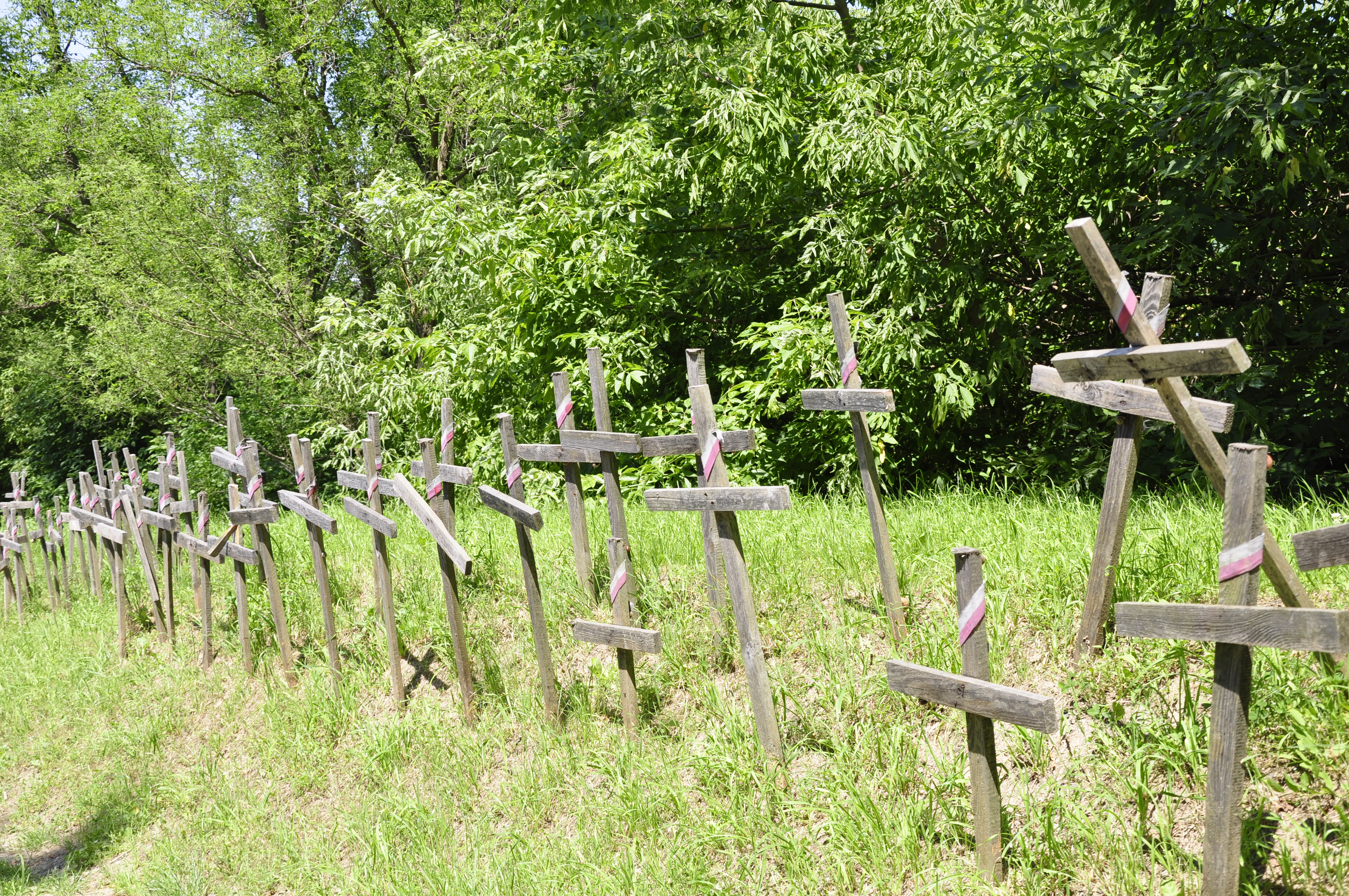
Krzyże
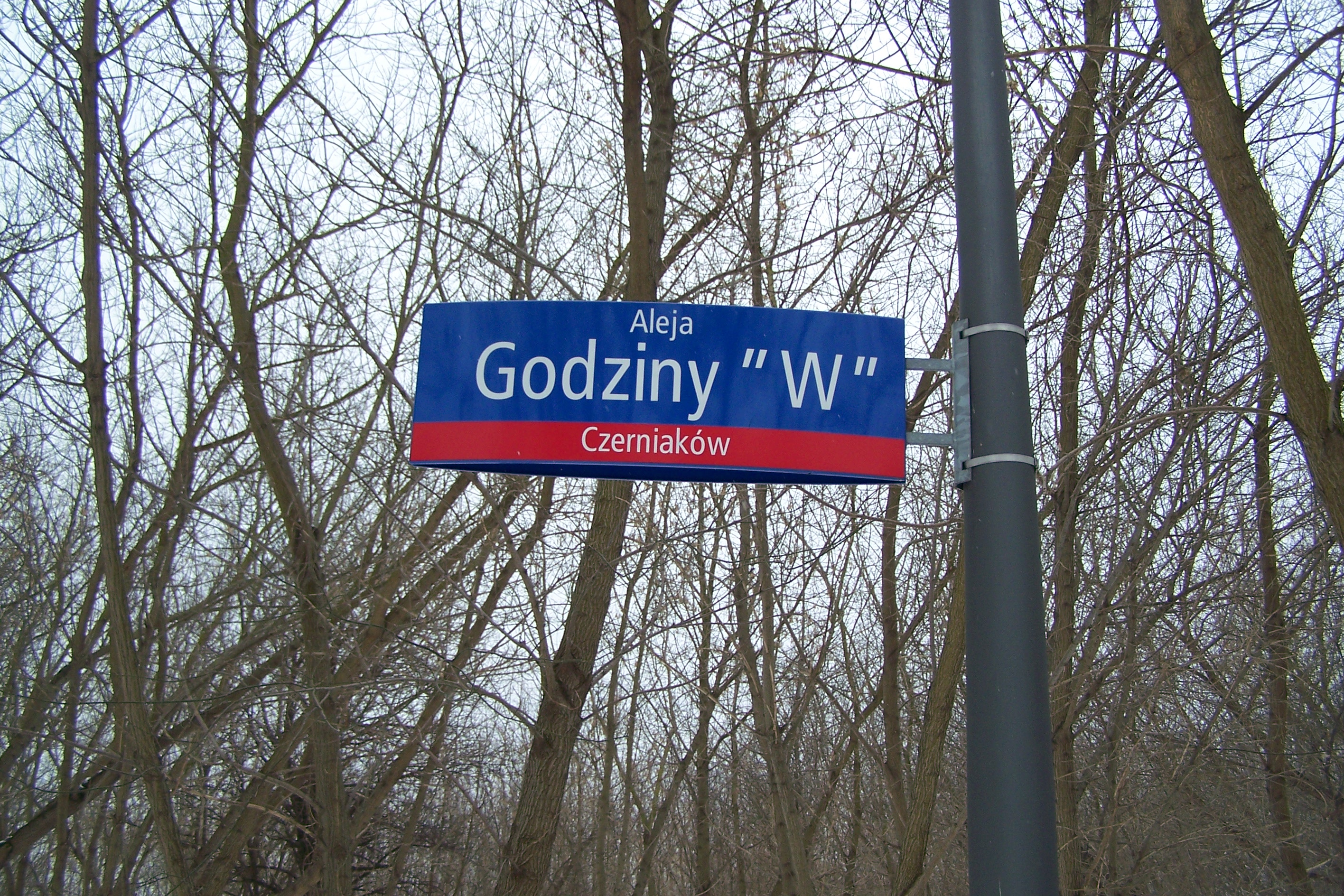
Aleja Godziny "W"
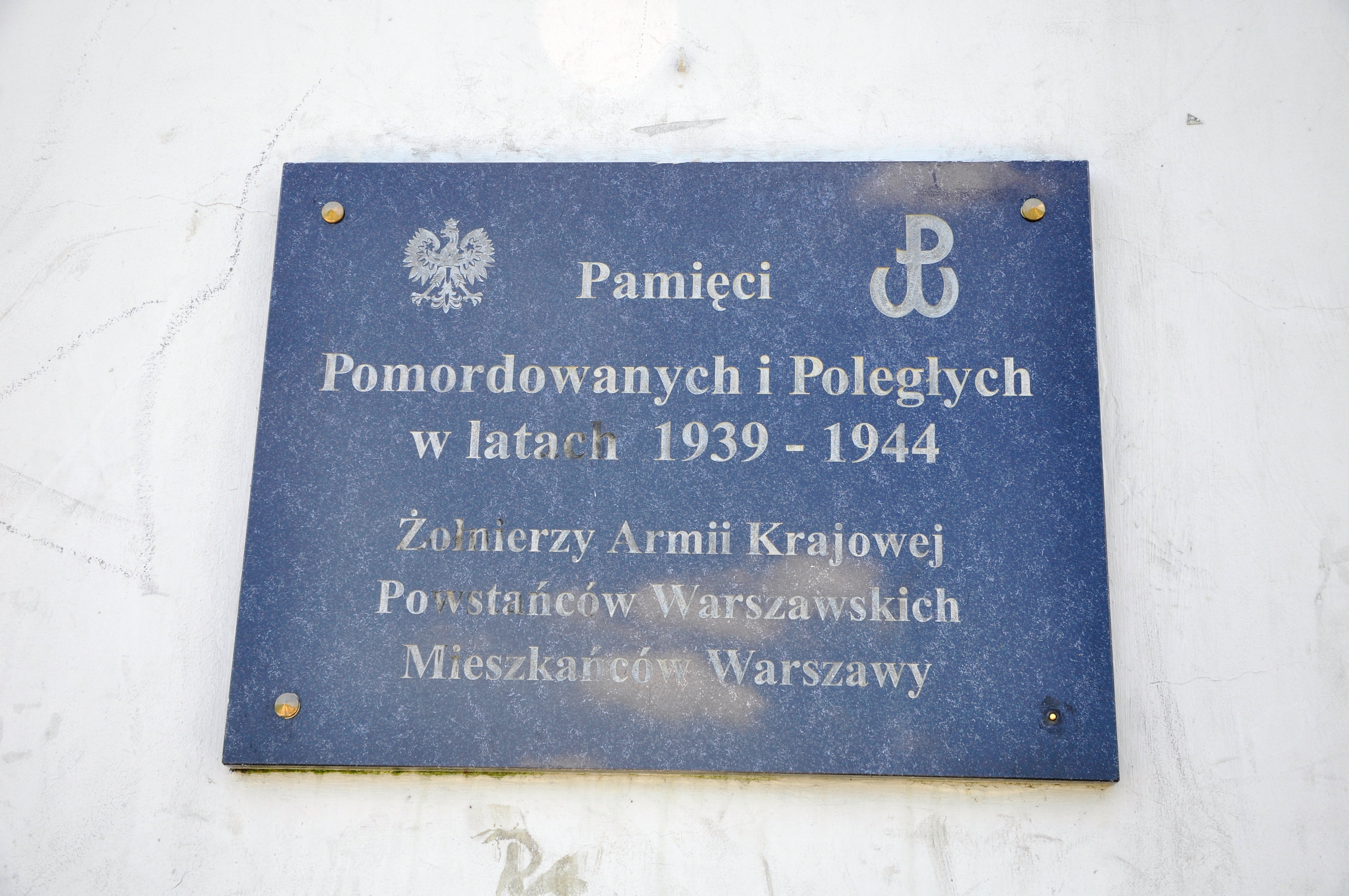
Pierwsza z tablic
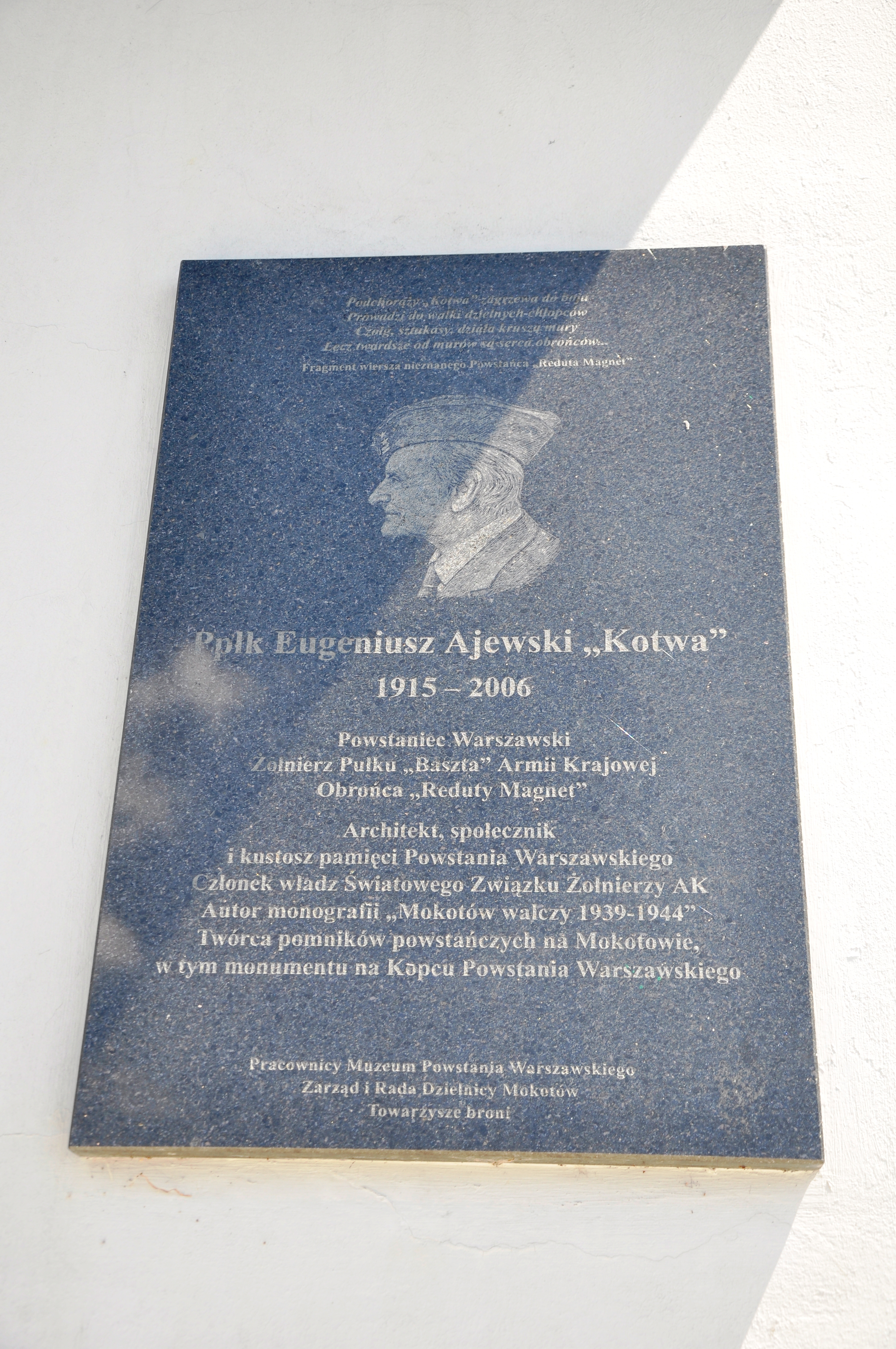
Druga tablica
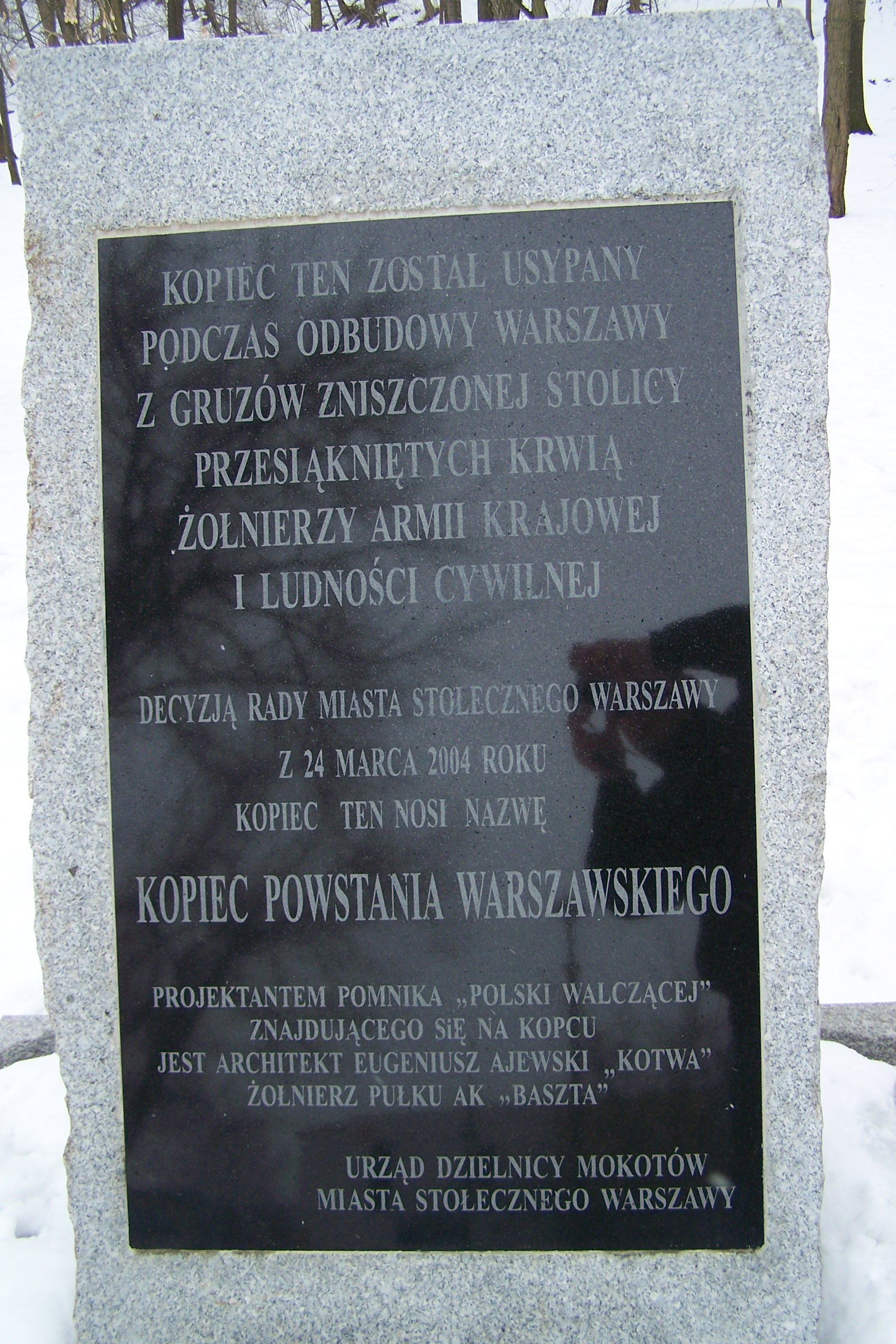
Trzecia tablica